# Episodi di Cold Squad - Squadra casi archiviati (settima stagione)
La settima e ultima stagione della serie televisiva Cold Squad - Squadra casi archiviati è stata trasmessa in anteprima in Canada dalla CTV tra il 4 settembre 2004 e il 5 marzo 2005.
| nº | Titolo originale       | Titolo italiano | Prima TV Canada   | Prima TV Italia |
| -- | ---------------------- | --------------- | ----------------- | --------------- |
| 1  | No Life Like It        |                 | 4 settembre 2004  |                 |
| 2  | Voices Over Water      |                 | 11 settembre 2004 |                 |
| 3  | Teen Angel             |                 | 18 settembre 2004 |                 |
| 4  | Cock of the Walk       |                 | 9 ottobre 2004    |                 |
| 5  | Deadbeat               |                 | 16 ottobre 2004   |                 |
| 6  | Righteous              |                 | 4 dicembre 2004   |                 |
| 7  | Girlfriend in a Closet |                 | 11 dicembre 2004  |                 |
| 8  | Mr. Bad Example        |                 | 8 gennaio 2005    |                 |
| 9  | Learning Curve         |                 | 15 gennaio 2005   |                 |
| 10 | Borders                |                 | 19 febbraio 2005  |                 |
| 11 | C'mon I Tip Waitresses |                 | 2 aprile 2005     |                 |
| 12 | The Filth (Part 1)     |                 | 26 febbraio 2005  |                 |
| 13 | And the Fury (Part 2)  |                 | 5 marzo 2005      |                 |